# Clan Ōuchi
Il Clan Ōuchi (大内氏?, Ōuchi-shi) è stato un nobile clan feudale giapponese; apparteneva ad un alto ed illustre lignaggio che si diceva discendesse da un principe coreano che si stabilì in Giappone nell'anno 611.

## Storia
Gli Ōuchi furono una grande casata e le loro gesta ne fecero protagonisti per secoli della storia del Giappone.
Il Clan si radicò nell'estremità orientale dell'isola di Honshū, dove fondò vari castelli.
Durante lo Shogunato Ashikaga il capo del clan, Ōuchi Hiroyo partecipò alla Guerra delle Corti, cambiando spesso fazione. Alla fine, nel 1364, si schierò con gli Ashikaga ricevendone le province di Nagato e Iwami come premio. Suo figlio Ōuchi Yoshihiro combatté per il terzo shogun Ashikaga, Yoshimitsu, e fu da lui nominato capo dei negoziati che portarono alla definizione dei diritti fra le dinastie rivali. Pochi anni dopo però si schierò a favore di uno shogun rivale e morì in battaglia. Lasciò un figlio di 5 anni, Ōuchi Masahiro, che crebbe sotto la tutela di uno zio e divenuto adulto vendicò l'assassinio dello shogun Yoshinori, aumentando il prestigio familiare. Morì però senza prole e la sua eredità passò al nipote di un suo nipote: Ōuchi Yoshioki (1477-1528), sotto il quale il clan raggiunse la massima potenza, sia politica che militare. Tra l'altro combatté gli Hosokawa, che avevano deposto lo shogun Ashikaga Yoshitane, sconfiggendone il capo Hosokawa Sumimoto e reinvestendo lo stesso shogun spodestato.
Suo figlio Ōuchi Yoshitaka (1507-1551) non fu altrettanto valente combattente e buon politico ma ignorò le sue responsabilità e si dedicò solo alla letteratura, alle arti ed ai piaceri.
Ne approfittò un servitore del clan, Sue Harukata, per complottare contro di lui, in un classico gekokujo ("vassalli che vincono i signori"). Yoshitaka tentò inutilmente di richiamare i suoi samurai ma poi decise di ritirarsi nel Tempio di Hosen-ji. Fu quindi costretto a rifugiarsi a Nagato, dove venne assediato da Sue Harukata e si suicidò. Poco dopo ne seguì l'esempio il figlio, ponendo fine ai nove secoli di storia della dinastia.
La vittoria di Sue Harukata però durò poco.
Dopo pochi anni fu sconfitto da un altro ex vassallo degli Ōuchi: Mōri Motonari nel 1555 nella battaglia di Miyajima.  Motonari convinse Sue Harukata a creare una base sull'isola che venne poi distrutta da un attacco a sorpresa dei Mōri.
I Mōri vendicarono così i loro antichi signori e succedettero loro come uno dei clan più potenti del Giappone.

## Membri importanti del clan[1]
- Ōuchi Morifusa (大内 盛房?;) si spostò a Ōuchi (Suō), fu il primo a prenderne il nome ricevendo il titolo di Ōuchi no Suke e fu ammesso alla classe militare della zona.

- Ōuchi Hiroyo (大内 弘世?; 1325 - 1380) discendente di Morifusa di ottava generazione, governò la provincia di Suō. Supporto inizialmente la Corte del Sud ma poi cambiò alleanza e si unì agli Ashikaga (1364) ricevendo le province di Nagato e Iwami come premio. Costruì il castello di Yamaguchi dove risiedette per il resto della sua vita.

- Ōuchi Yoshihiro (大内 義弘?; 1355 – 1400) figlio di Hiroyo, servì lo Shōgun Ashikaga Yoshimitsu nella sua spedizione nel Kyūshū contro il clan Kikuchi ricevendo la provincia di Buzen come ricompensa (1374). Nel 1391 sconfisse Yamana Ujikiyo a Kyoto e furono aggiunte le province di Izumi e Kii ai suoi domini che arrivò a comprendere sei province. L'anno seguente, dopo aver sconfitto Yamana Yoshisato a Kii, avanzò fino al monte Yoshinao, l'ultimo rifugio della dinastia meridionale, e aprì le trattative con Kitabatake Akinori, delegato di Go-Kameyama; condusse l'impresa con abilità e determinò la fusione delle due dinastie. Diversi anni dopo, rispose ai progressi di Ashikaga Mitsukane, il Kwanryo di Kamakura, che aspirava allo shogunato e gli promise il suo sostegno; a tale scopo, si fortificò a Sakai (Izumi), dove fu assediato da Hatakeyama Motosumi, Shiba Yoshishige venendo ucciso in battaglia.

- Ōuchi Mochiyo (大内 持世?; 1395 – 1442) figlio di Yoshihiro, aveva solo 5 anni alla morte del padre; suo zio Morimi governò i suoi vasti domini, ma fu ucciso a Chikuzen, in uno scontro con il clan Shōni (1431). Mochiyo prese quindi il titolo di Ōuchi no Suke ed entrò a Yamaguchi. Dopo l'assassinio dello shōgun Ashikaga Yoshinori (1441) prestò servizio nella campagna contro l'assassino, Akamatsu Mitsusuke, e contribuì alla nomina di Ashikaga Yoshikatsu allo shogunato. Successivamente marciò contro il clan Shōni che si era schierato con Mitsusuke e conquistò la provincia di Chikuzen. Morì l'anno seguente, e gli succedette Norihiro, figlio di suo fratello Mochimori.

- Ōuchi Norihiro (大内 教弘?; morto 1465) nipote di Mochiyo, detenne il titolo Ōuchi no Suke. Morì di malattia durante una spedizione guidata da Hosokawa Katsumoto per sedare alcune rivolte nella provincia di Iyo.

- Ōuchi Masahiro (大内 (政弘?; morto 1495) figlio di Norihiro, si schierò con Yamana Sōzen durante la guerra Ōnin (1467), sconfisse Akamatsu Masanori ed entrò a Kyoto, ma dovette tornare in tutta fretta nel Kyūshū, dove Shōni Noriyori aveva radunato truppe a Tsushima e, unito a Hosokawa Katsumoto, cercò di riconquistare la provincia di Chikuzen. Noriyori fu sconfitto.

- Ōuchi YoshiokiŌuchi Yoshioki (大内 義興?; 1477 – 1528) figlio di Masahiro, nel 1499 offrì ospitalità allo Shōgun Yoshitane, che fu espulso da Kyoto da Hosokawa Masamoto.Yoshizumi, nominato Shōgun da Masamoto al posto di Yoshitane, diede ordine ai daimyō del Kyūshū di unire le loro forze contro Yoshioki, ma questi, temendo il potere di un uomo che governava 6 province, non osarono obbedire. Dopo aver radunato un potente esercito, Yoshioki partì da Suwo per reintegrare l'ex Shōgun. Il Kwanryo Hosokawa Sumimoto intendeva fermarlo a Settsu, ma non riuscì a radunare un esercito e fuggì ad Awa da Miyoshi Nagateru, mentre Yoshizumi cercò rifugio a Ōmi da Sasaki Takayori. Yoshioki entrò a Kyoto, reinstallò Yoshitane dopo un'assenza di 15 anni e ricevette il titolo di Kwanryo (1508). Poco dopo, fu sconfitto da Hosokawa Masakata, un parente di Sumimoto, e andò a Tamba per raccogliere nuove truppe; poi tornò e sconfisse Masakata a Funaoka-yama (1511). Dopo questo Yoshioki si applicò per ristabilire l'ordine; ma Amago Tsunehisa, dopo aver invaso Bizen e Hoki, costrinse Yoshioki a rassegnare le dimissioni da Kwanryo; Yoshioki tornò a Suwo e sconfisse Tsunehisa (1518). L'anno successivo, passò nel Kyūshū e sconfisse successivamente Shōni Masasuke e Ōtomo Yoshinori. Nel 1522 invase Aki e costruì i castelli di Saijo e Kagami-yama; Tsunehisa ricorse alle armi ancora una volta, ma fu di nuovo sconfitto.

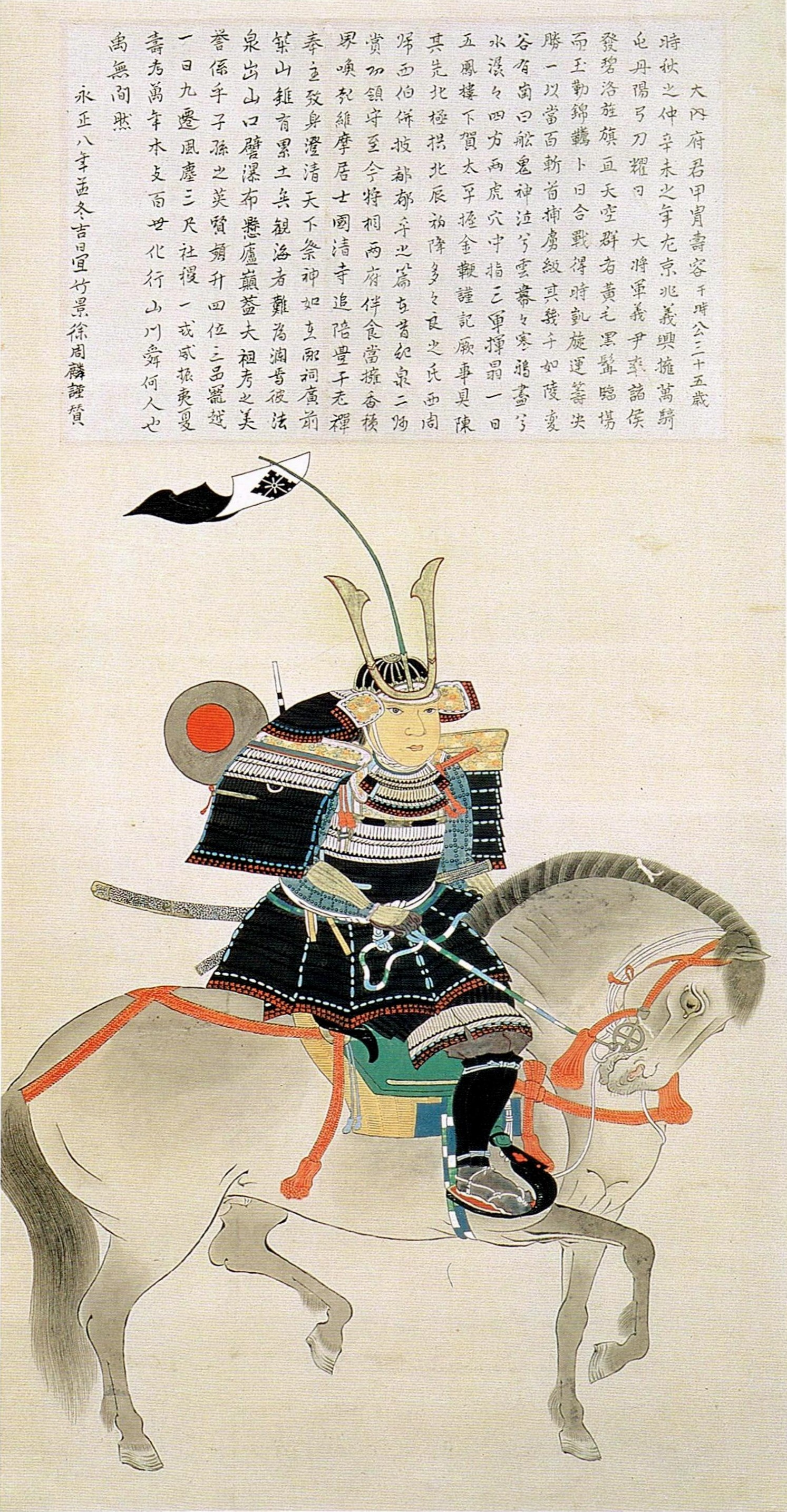
Ōuchi Yoshioki

- Ōuchi Yoshitaka (大内 義隆?; 1507 – 1551) figlio di Yoshioki, soffocò i disordini suscitati a Chikuzen da Shōni Sukemoto e Hoshino Chikatada (1534); poi, vedendo sicura la sua autorità, iniziò a trascurare gli affari militari e dedicò il suo tempo alla letteratura, all'arte e al piacere. Generoso come suo padre, pagò le spese per l'incoronazione dell'imperatore Go-Nara (1536) e fu nominato Dazaifu-Shōni. Nel 1543 marciò contro Amago Haruhisa, ma fu sconfitto e tornò a Yamaguchi, indulgendo più che mai nei divertimenti introdotti nel suo castello dagli enormi profughi che si erano rifugiati lì, a causa della difficile condizione di Kyoto. Invano il principale kenrai, Mōri Motonari e Sue Harukata tentarono di allontanarlo da questa vita effeminata; la loro rimostranza rimase senza effetto. La disunione scoppiò poi tra i suoi sudditi; Harukata si insinuò nel suo castello di Wakayama (Suwo), raggiunse un'intesa segreta con gli Ōtomo di Bungo e si preparò alla rivolta. Era il momento in cui San Francesco Saverio venne a Yamaguchi. Stava andando a Kyoto e intendeva restare solo qualche giorno a Yamaguchi, ma prolungò la sua visita a sei mesi (1551). Formò una comunità cristiana che presto contò 500 membri. Yoshitaka ricevette il predicatore straniero gentilmente e ascoltò le sue istruzioni con interesse, ma non andò oltre. Presto ebbe altri affari da trattare. Venuto a conoscenza dei disegni di Harukata, chiamò i suoi servitori a combattere contro i ribelli, ma il suo appello fu ignorato dalla maggior parte di loro. Quindi lasciò il suo castello, dove non si sentiva al sicuro, e si ritirò nel tempio di Hosen-ji; anche da questo se ne andò presto e fuggì verso Nagato; ma una tempesta portò la sua barca nel villaggio di Fukawa, dove sbarcò e cercò rifugio nel tempio di Dainei-ji. Qui fu presto assediato da Harukata e si suicidò assieme al figlio.

- Ōuchi Yoshinaga (大内 (義長?; morto 1557) fratello di Ōtomo Yoshishige, fu scelto per continuare la famiglia di Ōuchi. Nel 1554 soppresse, con l'aiuto di Sue Harukata, una rivolta di Yoshimi Masayori a Iwami. Nel frattempo anche Mōri Motonari si ribellò e Yoshinaga mandò Harukata contro di lui. Harukata fu sconfitto e ucciso nella battaglia di Miyajima (1555). L'anno successivo Motonari invase Suwō e si unirono a lui un gran numero di samurai. Yoshinaga fuggì a Chōfu (Nagato), dove fu presto incalzato da Fukuhara Hiroyoshi, comandante dell'avanguardia di Motonari; cercò rifugio nel tempio di Chofuku-ji dove si suicidò. Con la sua morte il clan Ōuchi cessò di esistere. Un ramo più giovane, discendente da Mochimori, figlio di Yoshihiro, prese il nome di Yamaguchi.